# 박지원 (축구 선수)
박지원(2000년 11월 1일 ~ )는 대한민국의 축구 선수로, 포지션은 윙어이다. 현재 수원 삼성 블루윙즈 소속이다.